# Blussangeaux
Blussangeaux ist eine französische Gemeinde mit 78 Einwohnern (Stand: 1. Januar 2022) im Département Doubs in der Region Bourgogne-Franche-Comté.

## Geographie
Blussangeaux liegt auf 295 m, drei Kilometer südöstlich von L’Isle-sur-le-Doubs und etwa 16 Kilometer südwestlich der Stadt Montbéliard (Luftlinie). Das Dorf erstreckt sich am rechten (nördlichen) Ufer des Doubs, der hier eine große Schleife nach Süden zeichnet, gegenüber von Blussans am Nordrand der äußersten Höhenzüge des Juras.
Die Fläche des 2,12 km² großen Gemeindegebiets umfasst einen Abschnitt des Doubstals. Die südliche und östliche Grenze verläuft entlang dem Doubs, der hier in einer ungefähr 1,5 Kilometer breiten flachen Talniederung fließt und von der Wasserstraße des Rhein-Rhône-Kanals begleitet wird. Vom Flusslauf erstreckt sich das Gemeindeareal nordwärts über die Talaue bis auf die Anhöhe von Châtelot, die von Norden her in den Doubsbogen hinausreicht. Mit 336 m wird hier die höchste Erhebung von Blussangeaux erreicht.
Zu Blussangeaux gehört der Weiler Le Châtelot (300 m) am Ostfuß der gleichnamigen Anhöhe im Doubstal gegenüber von Colombier-Châtelot. Nachbargemeinden von Blussangeaux sind Longevelle-sur-Doubs im Norden, Saint-Maurice-Colombier im Osten, Blussans im Süden sowie La Prétière im Westen.

## Geschichte
Das Gemeindegebiet von Blussangeaux war schon sehr früh besiedelt. Es wurden Gräber aus der Eisenzeit, Überreste eines gallorömischen Siedlungsplatzes auf der Anhöhe von Châtelot und ein Gräberfeld aus der Merowingerzeit entdeckt.
Auf der Anhöhe über dem Doubs wurde im 13. Jahrhundert die Burg Châtelot erbaut, die in der Folgezeit unter der Oberhoheit der Herren von Neuchâtel eine kleine Herrschaft bildete. Durch Kauf ging die Oberhoheit im Jahr 1561 an die Grafen von Montbéliard über. Mit dem Versailler Vertrag von 1748 gelangte Blussangeaux an Frankreich. Seit der Zeit der Französischen Revolution bildeten Blussangeaux und Le Châtelot zusammen eine Gemeinde. Heute ist Blussangeaux Teil des Gemeindeverbandes Deux Vallées Vertes.

## Sehenswürdigkeiten
Von der ehemaligen Burg Châtelot sind Ruinen, darunter ein Turm aus dem 13. Jahrhundert, erhalten. In der Gemeinde befindet sich ein in Ostfrankreich nur noch selten anzutreffender Ziehbrummen (Puits à balancier).

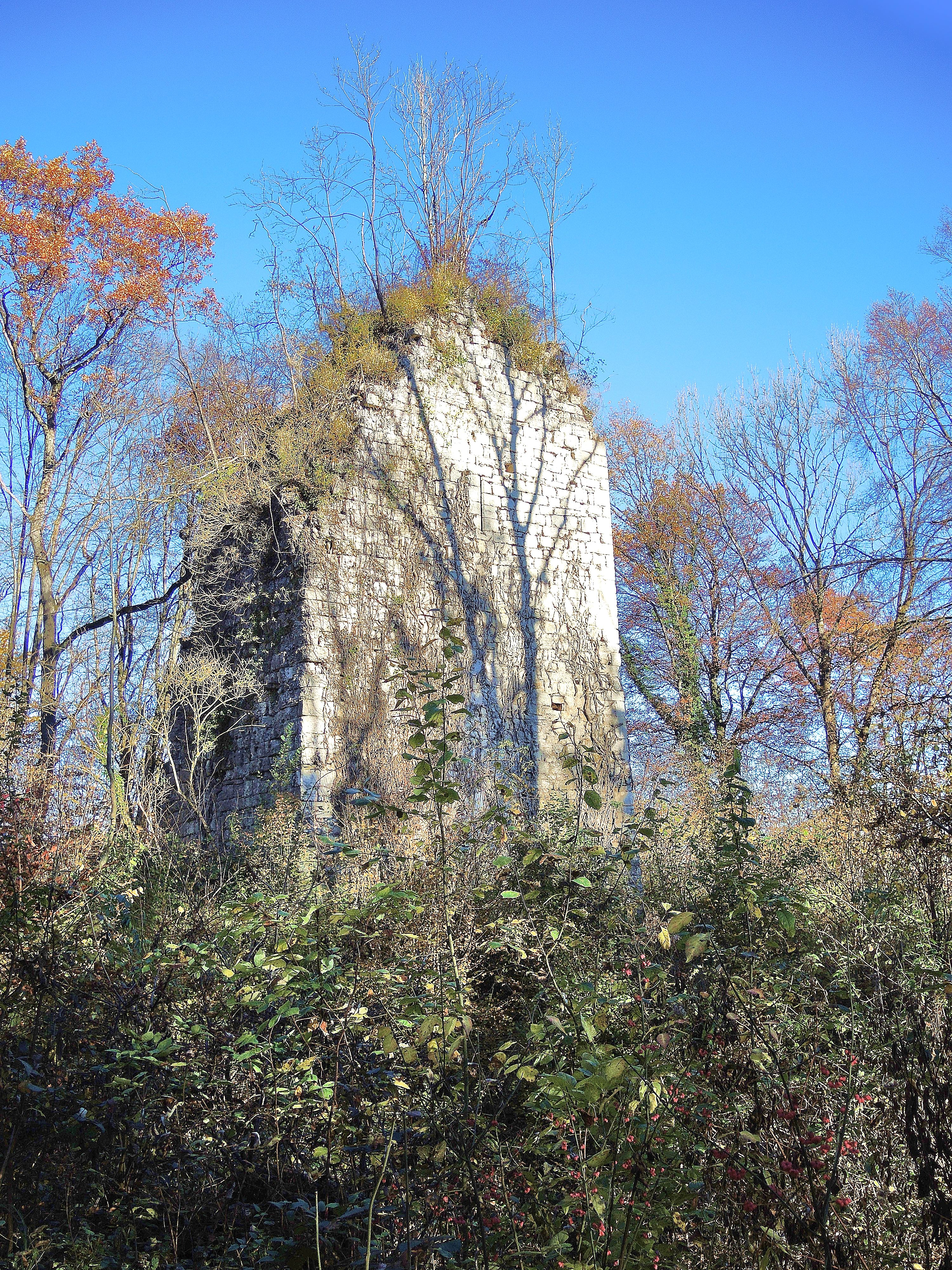
Turmruine der Burg Châtelot
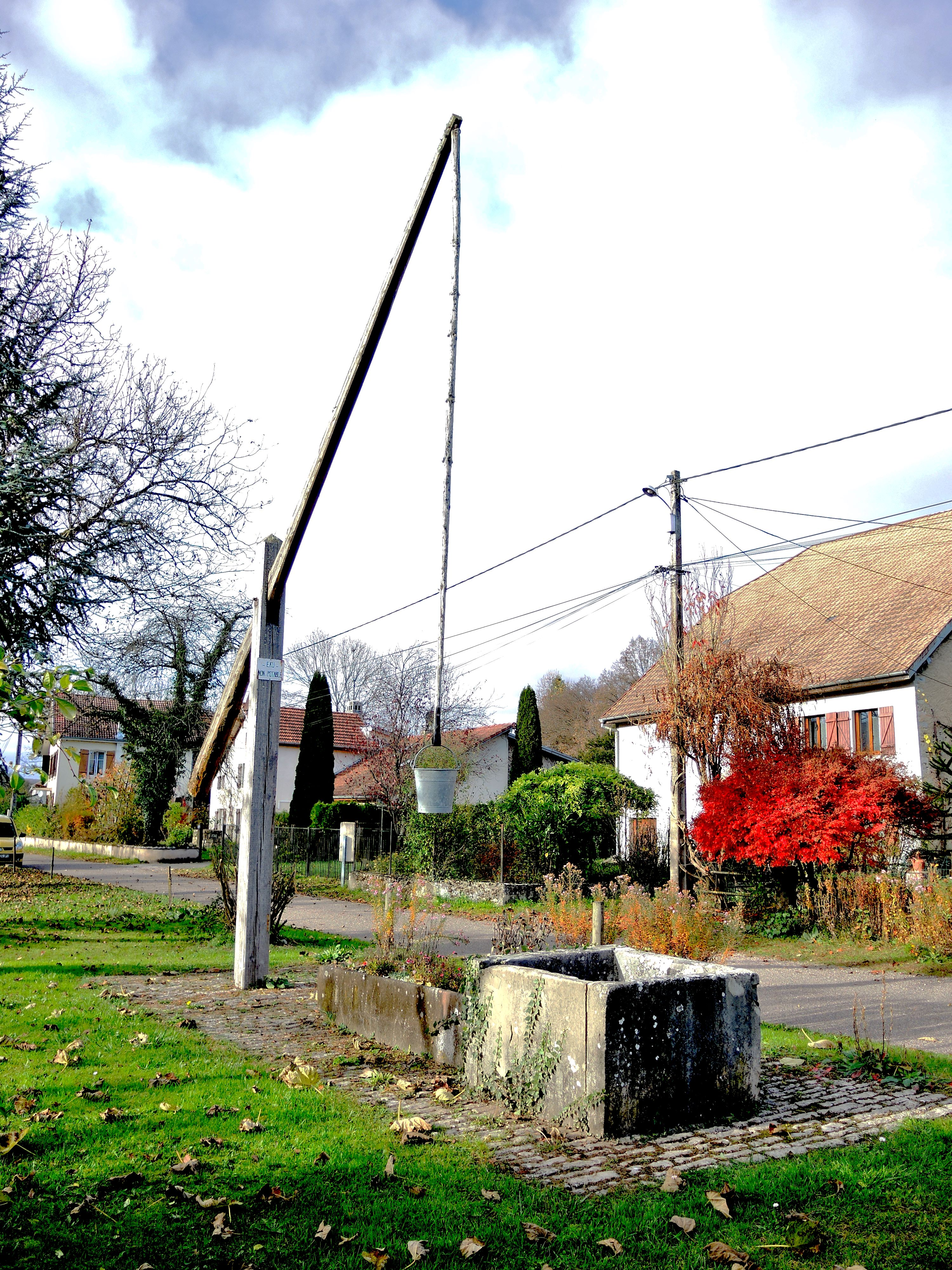
Ziehbrunnen

## Bevölkerung
| Jahr                       | 1962 | 1968 | 1975 | 1982 | 1990 | 1999 | 2007 | 2018 |
| Einwohner                  | 75   | 71   | 66   | 70   | 66   | 76   | 70   | 83   |
| Quellen: Cassini und INSEE |      |      |      |      |      |      |      |      |

Mit 78 Einwohnern (Stand 1. Januar 2022) gehört Blussangeaux zu den kleinsten Gemeinden des Départements Doubs. Nachdem die Einwohnerzahl in der ersten Hälfte des 20. Jahrhunderts deutlich abgenommen hatte (1881 wurden noch 191 Personen gezählt), wurden seit Beginn der 1960er Jahre nur noch geringe Schwankungen verzeichnet.

## Wirtschaft und Infrastruktur
Blussangeaux war bis weit ins 20. Jahrhundert hinein ein vorwiegend durch die Landwirtschaft (Ackerbau, Obstbau und Viehzucht) geprägtes Dorf. Noch heute leben die Bewohner zur Hauptsache von der Tätigkeit im ersten Sektor. Außerhalb des primären Sektors gibt es nur wenige Arbeitsplätze im Dorf. Einige Erwerbstätige sind auch Wegpendler, die in den umliegenden größeren Ortschaften ihrer Arbeit nachgehen.
Die Ortschaft liegt abseits der größeren Durchgangsstraßen. Straßenverbindungen bestehen mit La Prétière und Longevelle-sur-Doubs an der RN 463 (Montbéliard - L’Isle-sur-le-Doubs). Der nächste Anschluss an die Autobahn A36 befindet sich in einer Entfernung von ungefähr zwölf Kilometern.